# Ada Blackjack
Ada Blackjack Johnson rozená Delutuk (10. května 1898 Spruce Creek, Aljaška – 29. března 1983 Palmer, Aljaška) byla inuitka, která dva roky žila jako trosečnice na neobydleném Wrangelově ostrově na sever od Sibiře.

## Životopis
Narodila se v roce 1898 ve Spruce Creek na Aljašce, odlehlé osadě na severní straně Polárního kruhu poblíž města Nome. Byla vychována metodistickými misionáři, kteří ji naučili anglicky číst Bibli, šít a starat se o domácnost podle vzoru bílých lidí. V šestnácti si vzala Jacka Blackjacka a měli spolu tři děti, ovšem pouze jedno přežilo útlé dětství. Manžel ji později opustil a Ada se svým pětiletým synem musela jít 40 km pěšky do Nome. Syn trpěl tuberkulózou a podlomeným zdravím a Ada si nemohla dovolit výdaje na jeho léčbu, proto ho dala do sirotčince. Aby mohla svého syna uživit, přidala se v roce 1921 k expedici napříč Čukotským mořem na Wrangelův ostrov, kterou vedl Kanaďan Allan Crawford, ale financování a plánování zajišťoval Vilhjalmur Stefansson.

### Expedice na Wrangelův ostrov

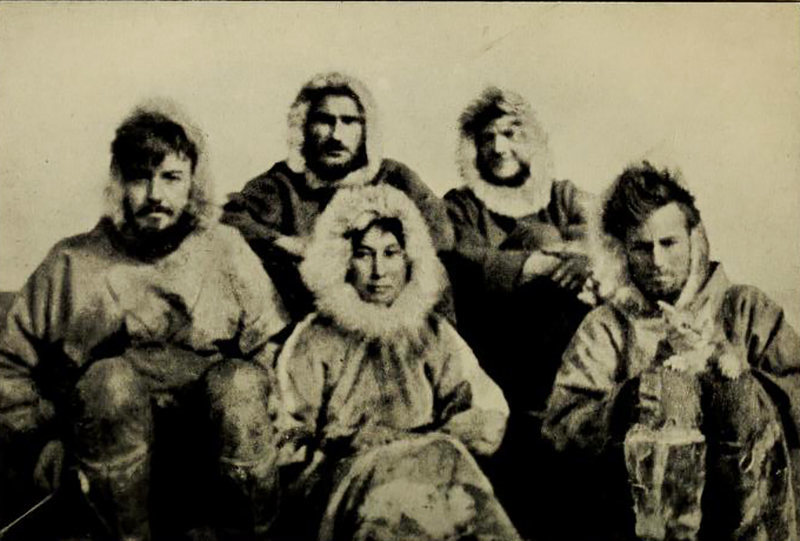
Expedice na Wrangelův ostrov: Ada Blackjack, Allan Crawford, Lorne Knight, Fred Maurer, Milton Galle, a kočka Victoria

Stefansson poslal expedici, aby se pokusila nárokovat ostrov pro Britské impérium. Průzkumníky si vybral sám podle jejich předchozích zkušeností a akademických znalostí. Vybíral si ty s pokročilou znalostí v oblasti geografie a vědy. Co je ovšem zvláštní, Británie si zamrzlý Wrangelův ostrov, který leží více než 402 km východně od Aljašky a nějakých 161 km severně od Sibiře, nikdy nenárokovala. Ada reagovala na Stefanssovu nabídku hledající anglicky mluvící inuitku-švadlenu, ale jako odchovanka misionářů neměla žádné schopnosti pro přežití v divočině. Také měla pochybnosti o tom zda se přidat ke skupině samých mužů, ale plat 50 dolarů měsíčně byl mnohem více, než by si kdy vydělala látáním oblečením v Nome.
Dne 9. září 1921 vyrazila expedice na lodi Silver Wave (Stříbrná vlna) na cestu. Celý tým se skládal z pěti členů: Ada; Američané Lorne Knight (28 let), Milton Galle (19 let) a Freud Maurer (28 let); a Kanaďan Allan Crawford (20 let). Maurer v roce 1914 strávil na ostrově osm měsíců po ztroskotání lodi Karkuk. Samotný Stefansson nikdy neměl v úmyslu se k expedici přidat. Naopak skupině sdělil, že jim bude zařizovat další zásobování a za rok je z ostrova vyzvedne. Posádka dorazila na Wrangelův ostrov bez větších potíží, podle instrukcí Stefanssona. Několik prvních měsíců si posádka žila v relativním pohodlí. Ada se starala o posádku a látala mužům oblečení, zatímco muži chodili lovit. Podmínky byly sice mnohem tvrdší než jim sdělil Stefansson, ale posádce se dařilo získávat relativní dostatek jídla. Na konci léta ostrov obalil led, čímž znemožnil přístup lodi Teddy Bear, která měla expedici vyzvednout. Mezitím se Stefanssonovi nepodařilo sehnat peníze pro poslání dalších zásob a než byla vyřízena žádost o vládní pomoc, byl již konec srpna a nebylo již možné vyslat loď na sever. V lednu 1923 již expedice hladověla. Teploty sahaly pod −48 °C a Knight onemocněl kurdějemi. Relativně zdraví Crawford, Mauer a Galle se vydali na 700 mil dlouhou cestu přes zamrzlé Čukotské moře na Sibiř, aby přivedli pomoc, ale již je nikdy nikdo nespatřil.

### Život na ostrově

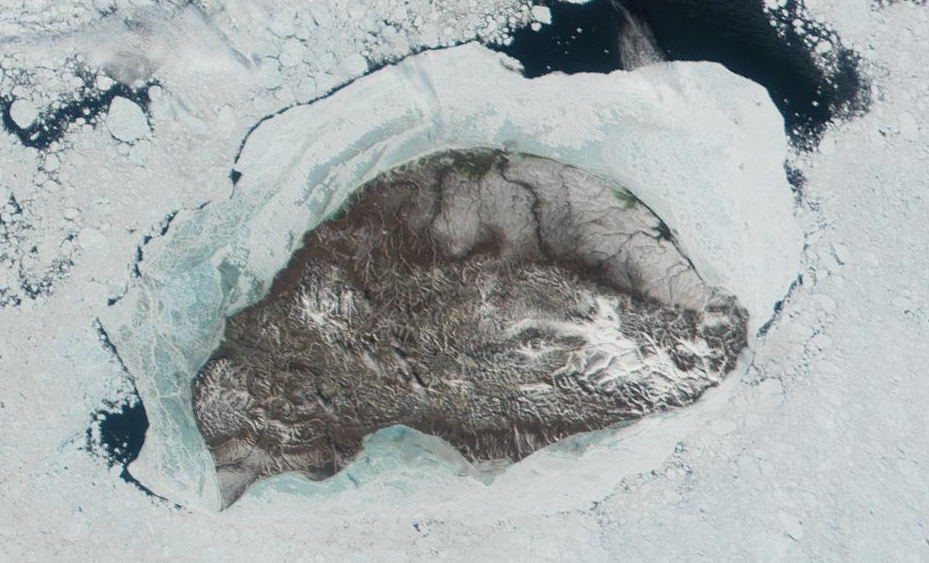
Wrangelův ostrov, satelitní snímek

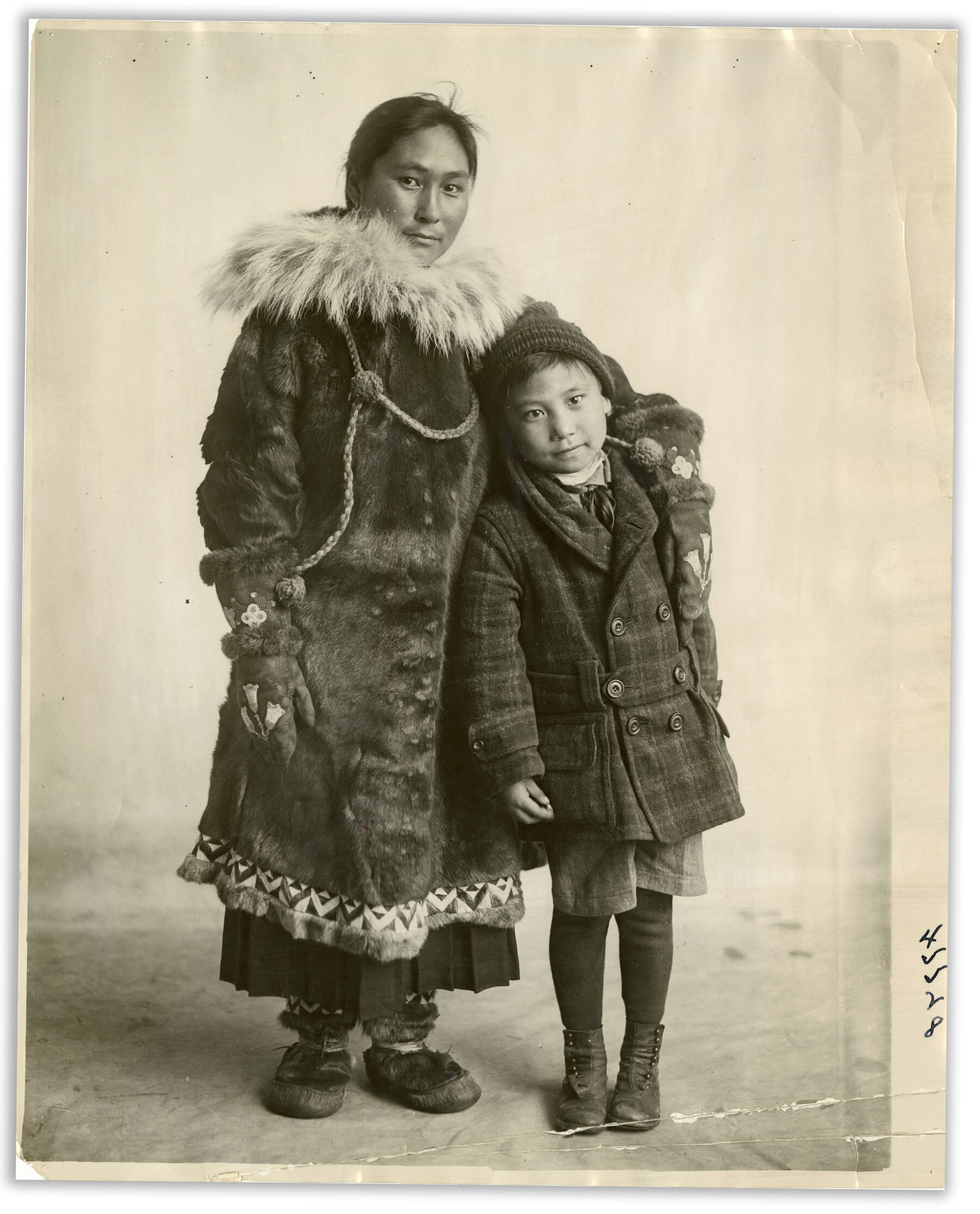
Ada Blackjack a její syn Bennett (1923)

Na místě zůstala Ada a Knight, o kterého se Ada neúnavně starala další půlrok. Jak později napsal deník Los Angeles Times, Ada byla „doktorkou, pečovatelkou, společnicí, posluhovačkou, dřevorubcem a lovkyní v jedné osobě“. Ani to nevedlo Knighta, aby si Ady vážil, místo toho si na ní vyléval svůj vztek, dokonce ji osočoval, že se o něj nedokáže postarat a není divu, že od ní manžel odešel a zemřely jí dvě děti. Ada si svůj vztek stoicky vylévala ve svém deníku. Knight zemřel 23. července 1923. Jeho smrt Ada zaznamenala na psacím stroji, který po sobě zanechal jeden člen výpravy. Po Knightově smrti se Ada rozhodla nepropadat zoufalství, místo toho si dala za cíl přežít, aby se mohla znovu shledat se svým synem. Strach, že už ho nikdy neuvidí ji držel při životě. Knightovo tělo nechala ve stanu, protože nebyla dost silná na to, aby ho zvládla sama pohřbít. Obložila ho bednami, aby tělo ochránila před divokými zvířaty a sama se přesunula do druhého skladovacího stanu, kde pro jistotu spala s nabitou puškou, v případě, že by se objevil lední medvěd. Tři měsíce žila Ada zcela sama, jen ve společnosti kočky Viktorie. Naučila se přežít v extrémně mrazivém prostředí – trénovala střílení ptáků a líčila pasti na lední lišky. Postavila si loď, namísto zničené lodi posádky, z kůží, plátna a naplaveného dřeva. Také si postavila vyvýšenou pozorovatelnu na sledování polárních medvědů. Dokonce se naučila sama obsluhovat fotoaparát a vytvořila své fotografie před stanem. Po téměř dvou letech od vylodění na ostrově, přistála u Wrangelova ostrova, 20. srpna 1923, loď Donaldson. Posádka byla Adou a jejím příbytkem ohromena. Podle svědectví by zde Ada mohla přežít ještě další rok.

### Návrat
Po návratu domů se roznesly zprávy o tragickém konci expedice a Ada se ocitla v epicentru zájmu médií. Některé noviny ji nazývaly opravdovou „ženskou Robinsonkou“. Tichá Ada se publicity raději stranila. I přes většinou zcela obdivuhodné reakce, musela čelit i obvinění, že nechala Knighta zemřít. Přišel s ním člen posádky, která ji zachránila. Jak ovšem dokázal její deník, Ada se o Knighta starala jak mohla a nakonec se dočkala omluvy. Své peníze použila, aby vzala syna Benetta do Seattlu, aby se vyléčil z tuberkulózy. Paradoxně největší slávu a zisk připadl Stefanssonovi, který Adin příběh propagoval jako „nejromantičtější arktický příběh v historii“ a napsal o něm knihu Dobrodružství Wrangelova ostrova. Nakonec největší ironií bylo, že Stefansson nevědomě poslal expedici, aby nárokovala Wrangelův ostrov, který si již pět let předtím nárokovalo Rusko.
Ada se později vrátila na Aljašku, kde se znovu provdala a měla dalšího syna Billyho. Její život zde ovšem nebyl jednoduchý ani s nově nabytou prestiží a životní podmínky se skoro nelišily od dob před expedicí. Po zbytek života se potýkala s chudobou a i druhého syna musela dát na devět let do sirotčince, když neměla prostředky, aby ho uživila. Její syn Benett zemřel v roce 1972 a Ada ho následovala o deset let později. Zemřela 29. března 1983 v Palmer na Aljašce. Je pohřbena na hřbitově Anchorage Memorial Park. Měsíc po její smrti ji aljašská legislativa oficiálně uctila jako skutečnou hrdinku.

## Galerie

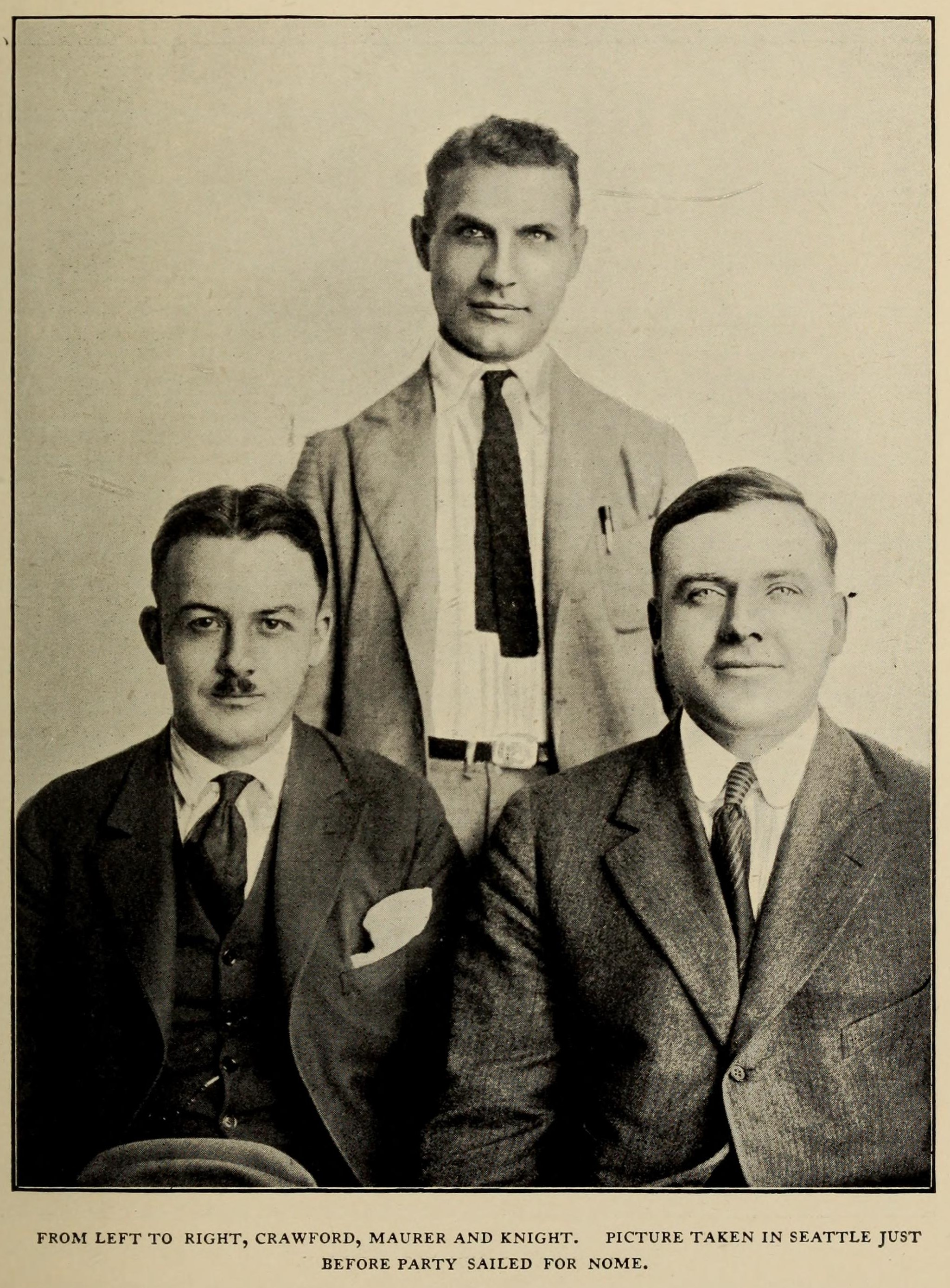
Crawford, Maurer a Knight. Fotografie pořízená v Seattlu před vyplutím výpravy
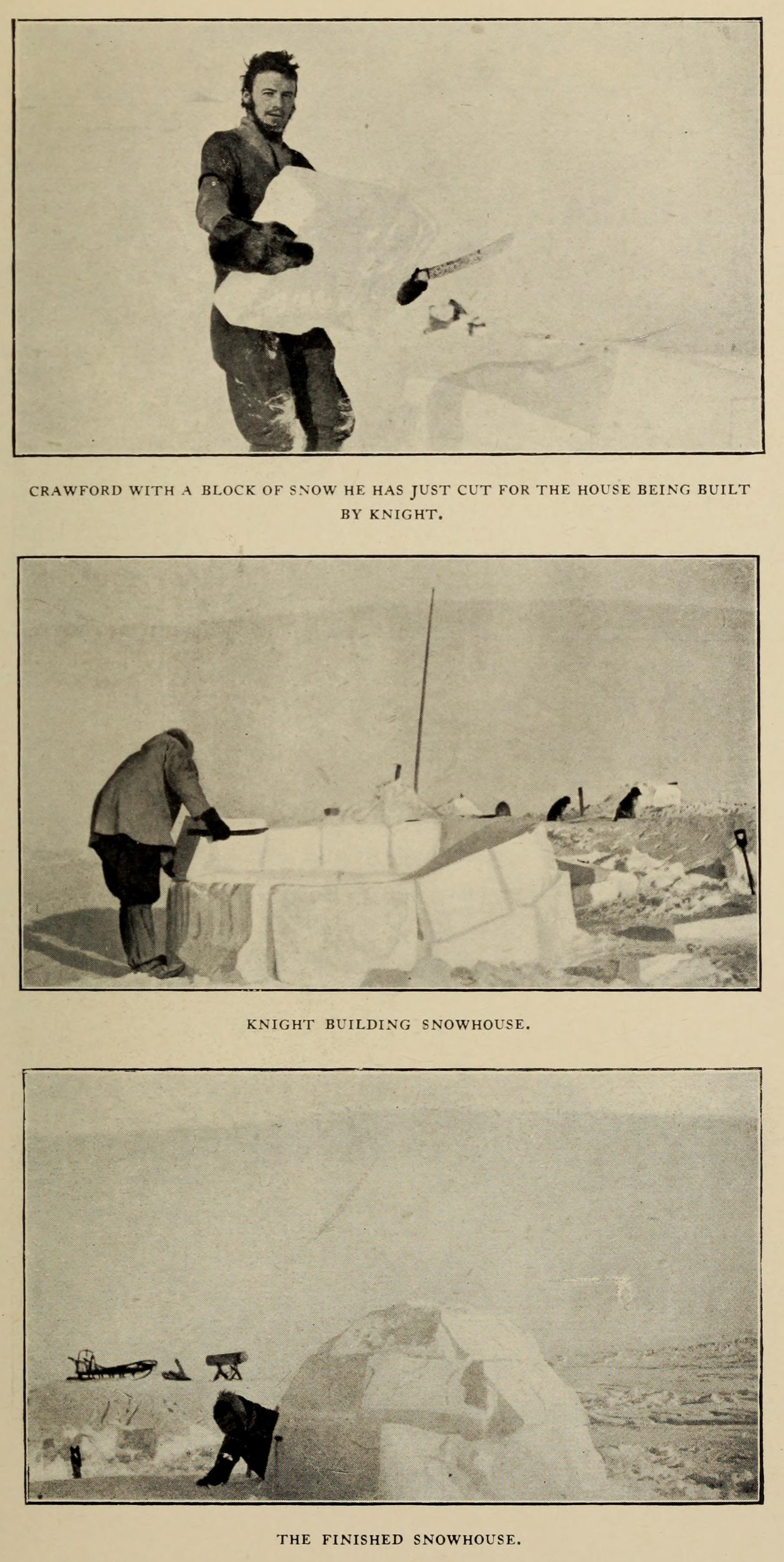
Stavba iglů
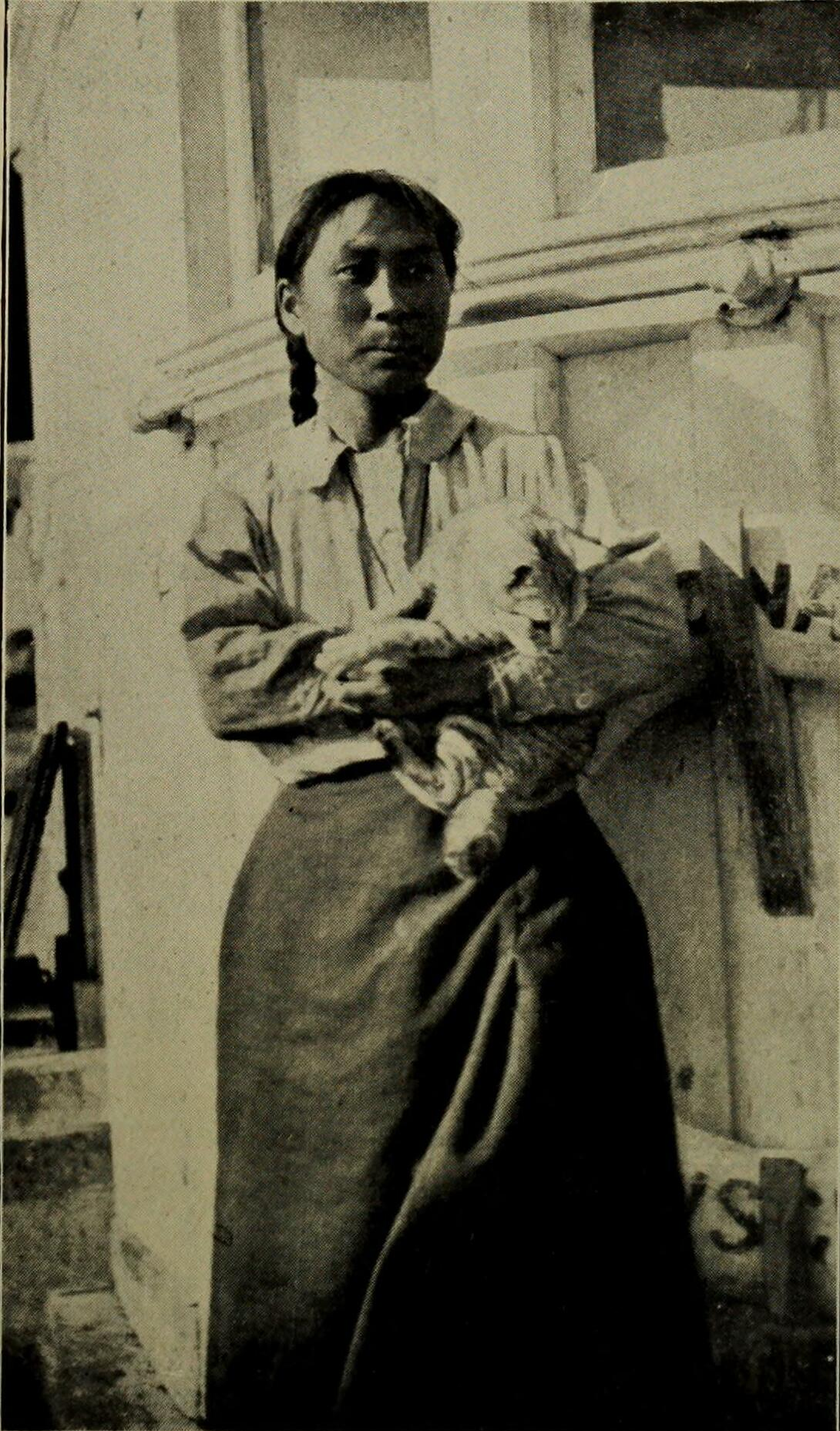
Ada Blackjack a kočka Victoria
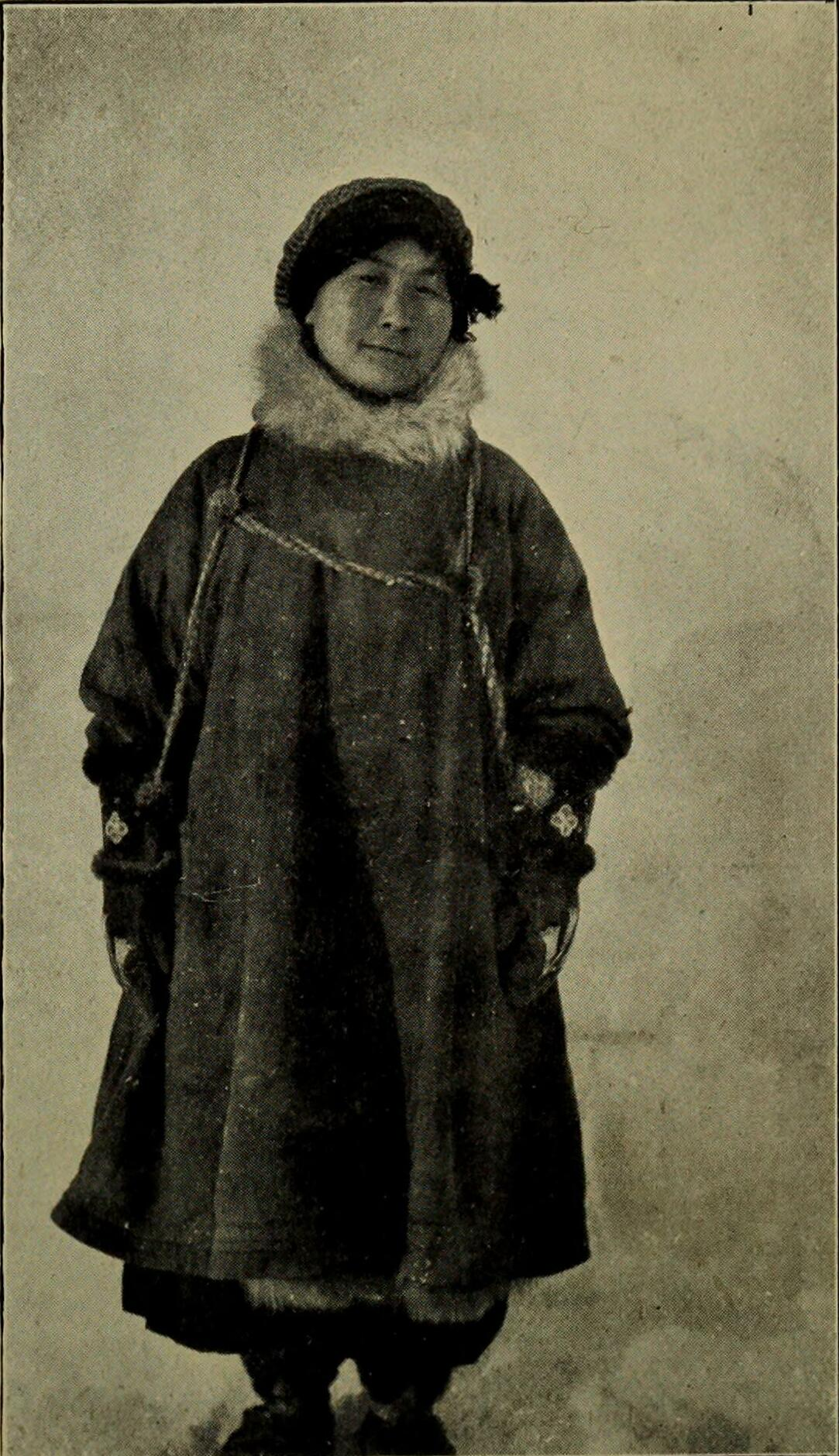
Ada Blackjack v zimním oblečení
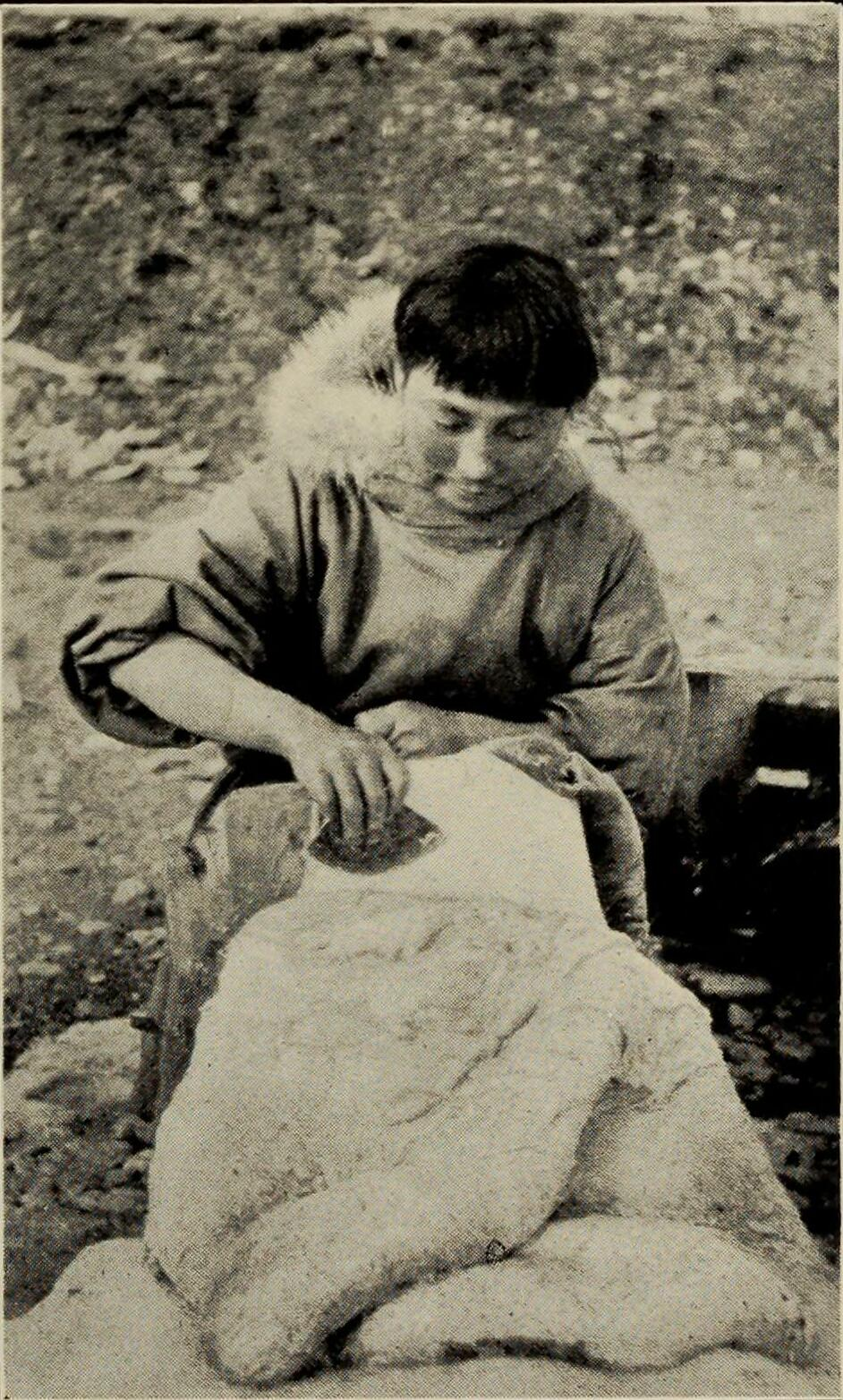
Ada Blackjack odstraňující tuk z tulení kůže
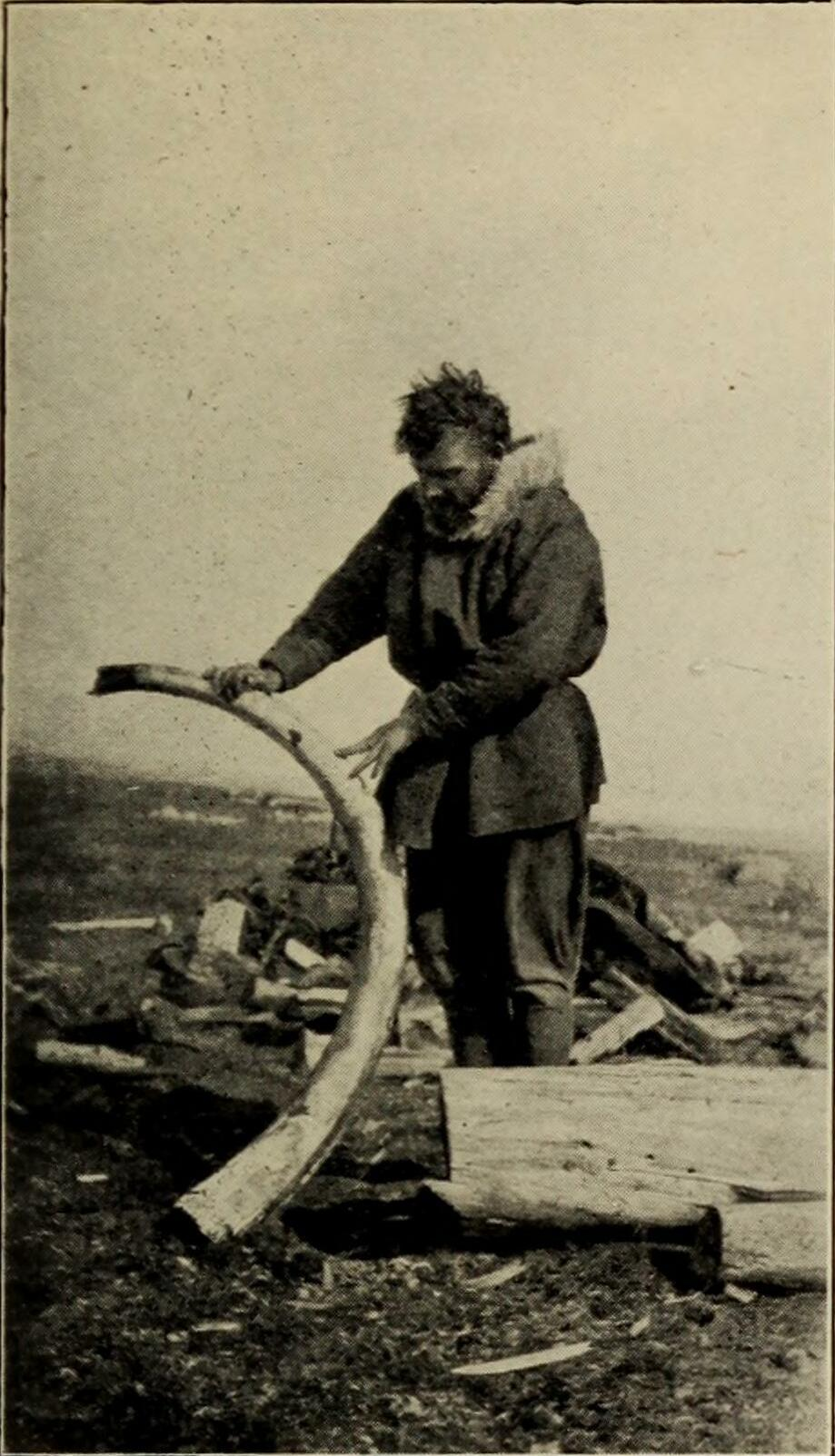
Knight s mamutím klem nalezeným na Wrangelově ostrově
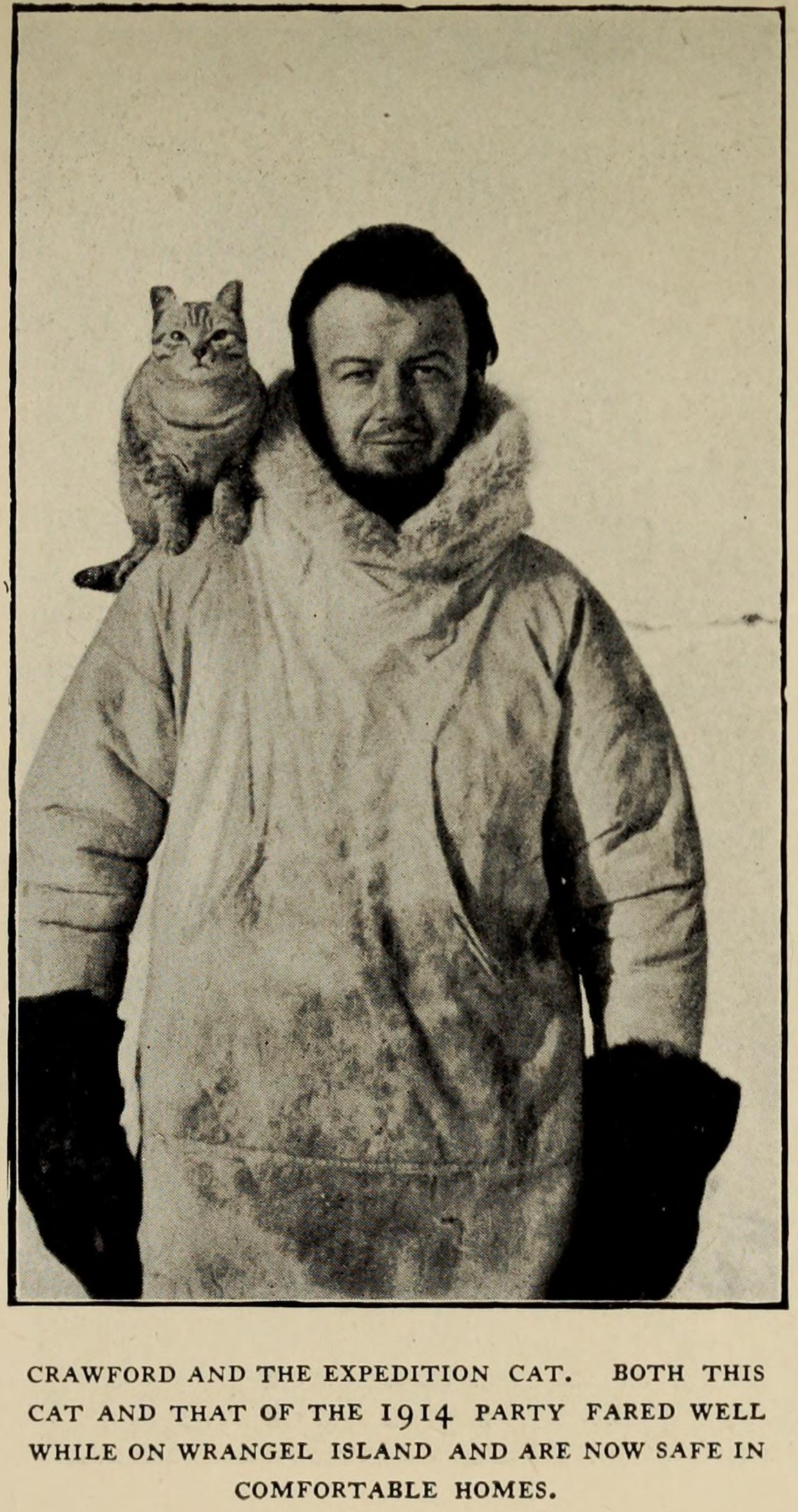
Crawford a kočka Vic
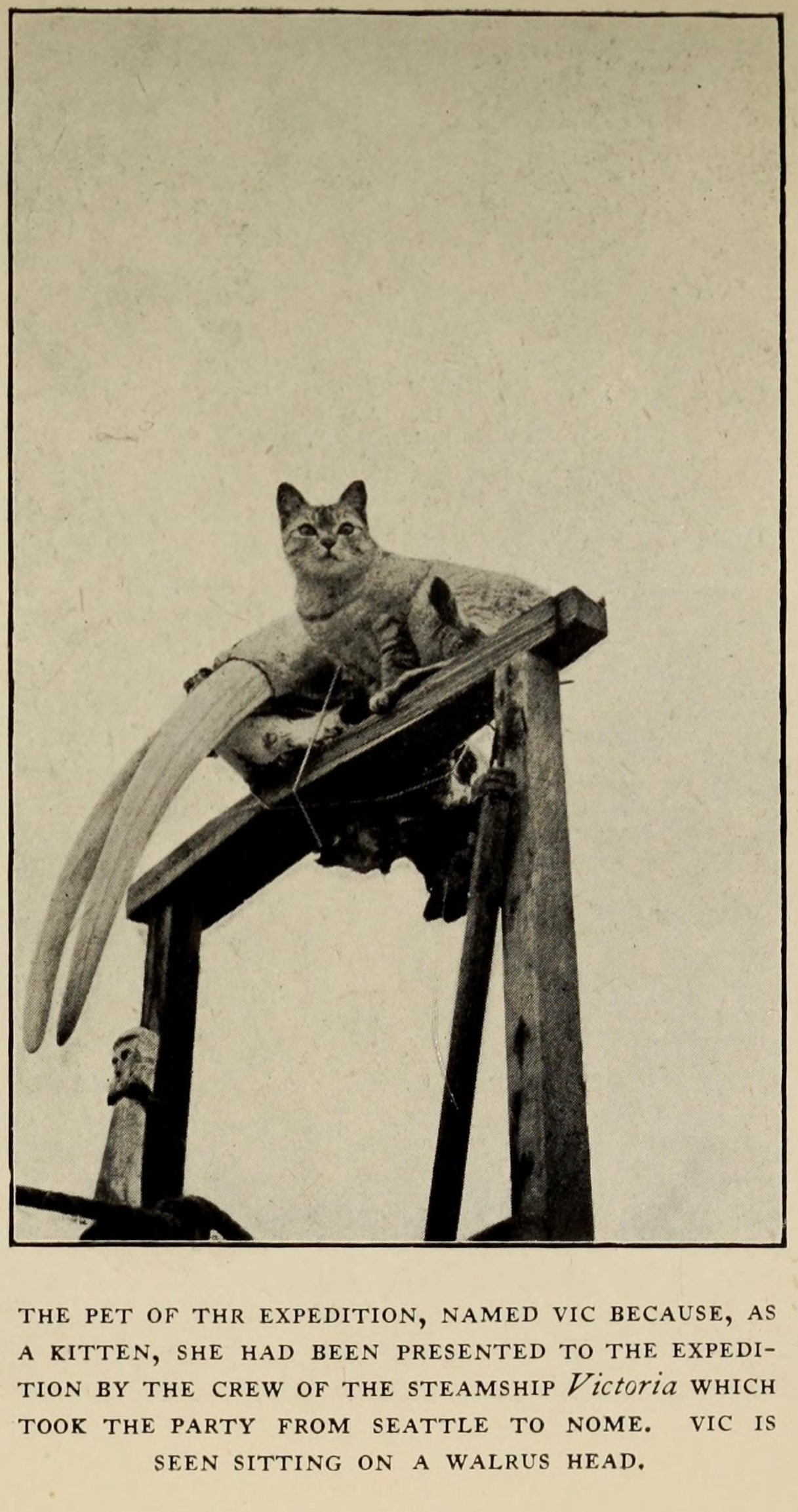
Vic sedící na mroží hlavě
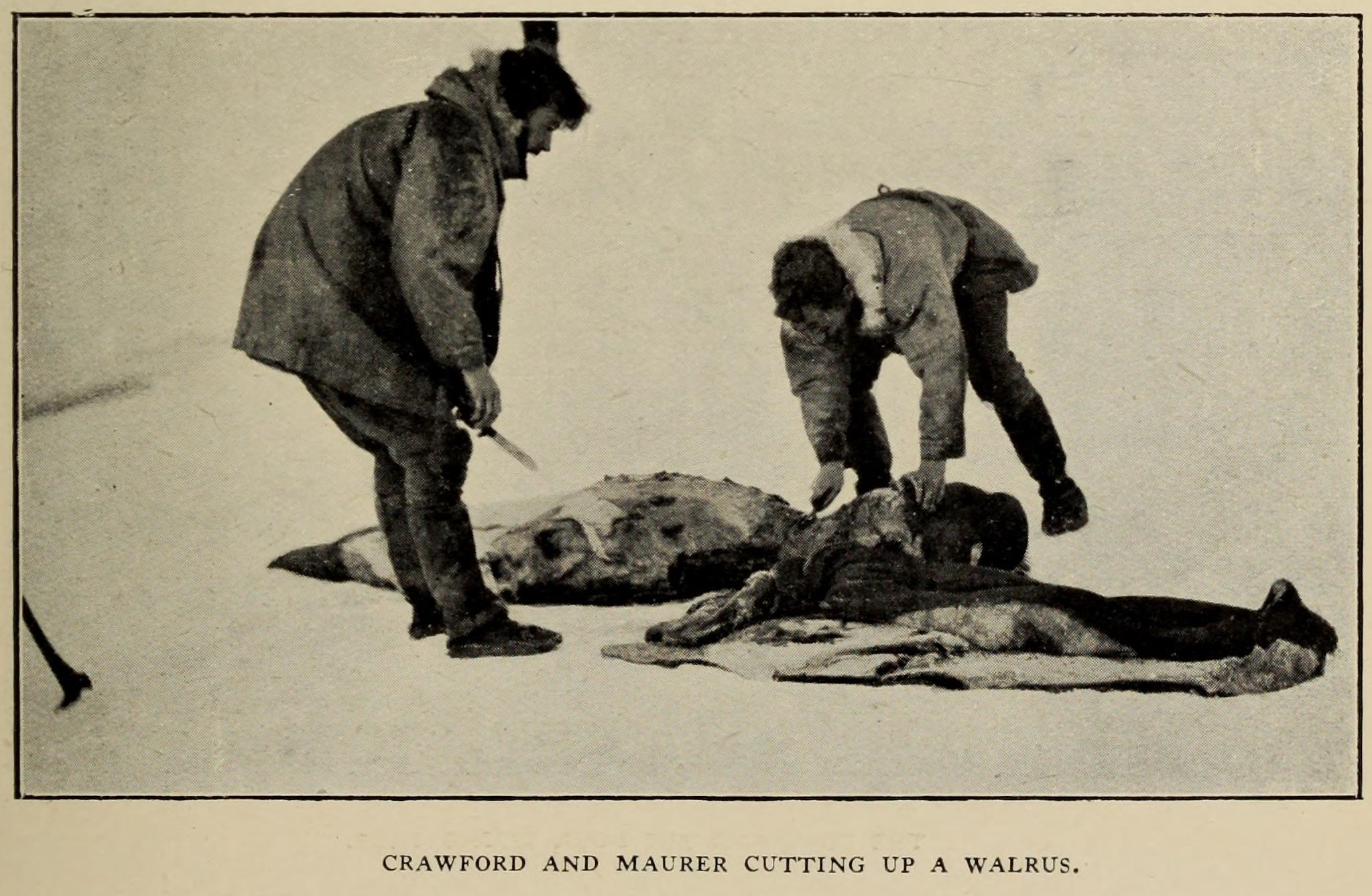
Crawford a Maurer porcují mrože

## Odkaz v kultuře
- O životě Ady Blackjack napsala Jenifer Niven knihu Ada Blackjack: A True Story of Survival in the Arctic (Ada Blackjack: Opravdový příběh přežití v Arktidě).[1]